# لاریسا زاسپا
لاریسا زاسپا (انگلیسی: Larysa Zaspa؛ زادهٔ ۲۲ سپتامبر ۱۹۷۱) بازیکن هندبال اهل اتحاد جماهیر شوروی سوسیالیستی است.